# Kemal-Egerek
La montaña de Kemal-Egerek (del ruso: Кемаль-Эгерек), en ucraniano: Кемаль-Егерек, en tártaro de Crimea: Kemal Egerek está situada en los montes de Crimea en la península de Crimea, tiene el cuarto pico más alto de toda Crimea, con casi 1530 metros de altura. La montaña se encuentra a pocos kilómetros (en línea recta) al norte de la aldea de Massandra y relativamente de fácil acceso desde Yalta, ambas ciudades situadas en el Municipio de Yalta.